# Иеремия (Фудас)
Митрополи́т Иереми́я (греч. Μητροπολίτης Ιερεμίας, в миру Панайо́тис Фу́дас, греч. Παναγιώτης Φούντας; 1941, Навпакт — 14 декабря 2021, Греция) — епископ Элладской православной церкви, митрополит Гортинский и Мегалопольский (2006—2021). Автор ряда богословских сочинений.

## Биография
Родился в 1941 году в Навпакте, в Греции. Его отец, Стефанос Фудас, героически пал в горах Албании, в то время как его сыну было всего несколько дней от роду. Его мать, Иоанна, работала уборщицей в гимназии.
В 1964 году окончил богословский институт Афинского университета.
В 1969 году был хиротонисан во диакона, а в 1972 году — в сан пресвитера. Служил проповедником в Аттикийской, Фокидской, Пирейской и Мегаронской митрополиях, а также — в Афинской архиепископии.
В 2000 году ему была присвоена степень доктора богословия. В 2003 году удостоен звания доцента, а в 2006 году — профессора богословского института Афинского университета. С 2008 года — почётный профессор.
10 октября 2006 года Священным синодом иерархии Элладской православной церкви был избран для рукоположения в сан митрополита Гортинского и Мегалопольского (48 голосов из 76; архимандрит Феоктист (Клукинас) — 26 голосов, архимандрит Хризостом (Циринкас) — 0 голосов + 2 бюллетеня были пустыми). 14 октября состоялась его архиерейская хиротония.
Скончался 14 декабря 2021 года.